# Żółkiew
Żółkiew (ukr. Жовква, Żowkwa, w latach 1951–1991 Нестеров, Nesterow) – miasto na Ukrainie, w obwodzie lwowskim, w rejonie lwowskim. 13 455 mieszkańców (2025), dla porównania w 2001 roku było ich 13 316.
Żółkiew leży na Roztoczu Wschodnim, nad Świną, około 35 km od granicy z Polską.
Prywatne miasto szlacheckie lokowane w 1596 roku położone było w XVI wieku w województwie ruskim.

## Historia
Żółkiew została założona w 1597 roku przez hetmana polnego koronnego Stanisława Żółkiewskiego, herbu Lubicz. Miasto wraz z zamkiem zaprojektował Paweł Szczęśliwy, który był jednym z przedstawicieli szkoły włoskiej w architekturze. Żółkiewski chciał bowiem, aby jego miasto przypominało renesansowy Zamość (który także był miastem prywatnym). Żółkiew prawa miejskie otrzymała 22 lutego 1603 roku dzięki przywilejowi króla Zygmunta III Wazy. Fundator miasta od samego początku osobiście doglądał budowy najważniejszych obiektów – zamku, kościoła, cerkwi, a pod jego nieobecność czyniła to jego żona, Regina z Herburtów Żółkiewska.
Miasto założono na planie nieregularnego pięcioboku z zamkiem oraz rynkiem i przylegającą do niego kolegiatą. Żółkiew otoczona przez mury obronne z czterema bramami (jedna z bram – Zwierzyniecka i część murów zachowały się do dziś). Budowę miasta dokończyła małżonka fundatora, Regina, która, po tragicznej śmierci Stanisława Żółkiewskiego w bitwie pod Cecorą w roku 1620 stała się, razem z synem Janem, właścicielką Żółkwi. Następnie miasto przejęła córka – Zofia Daniłowiczowa, a po niej jej córka Zofia Teofila, zamężna z Jakubem Sobieskim, kasztelanem krakowskim, których synem był późniejszy król Jan III.

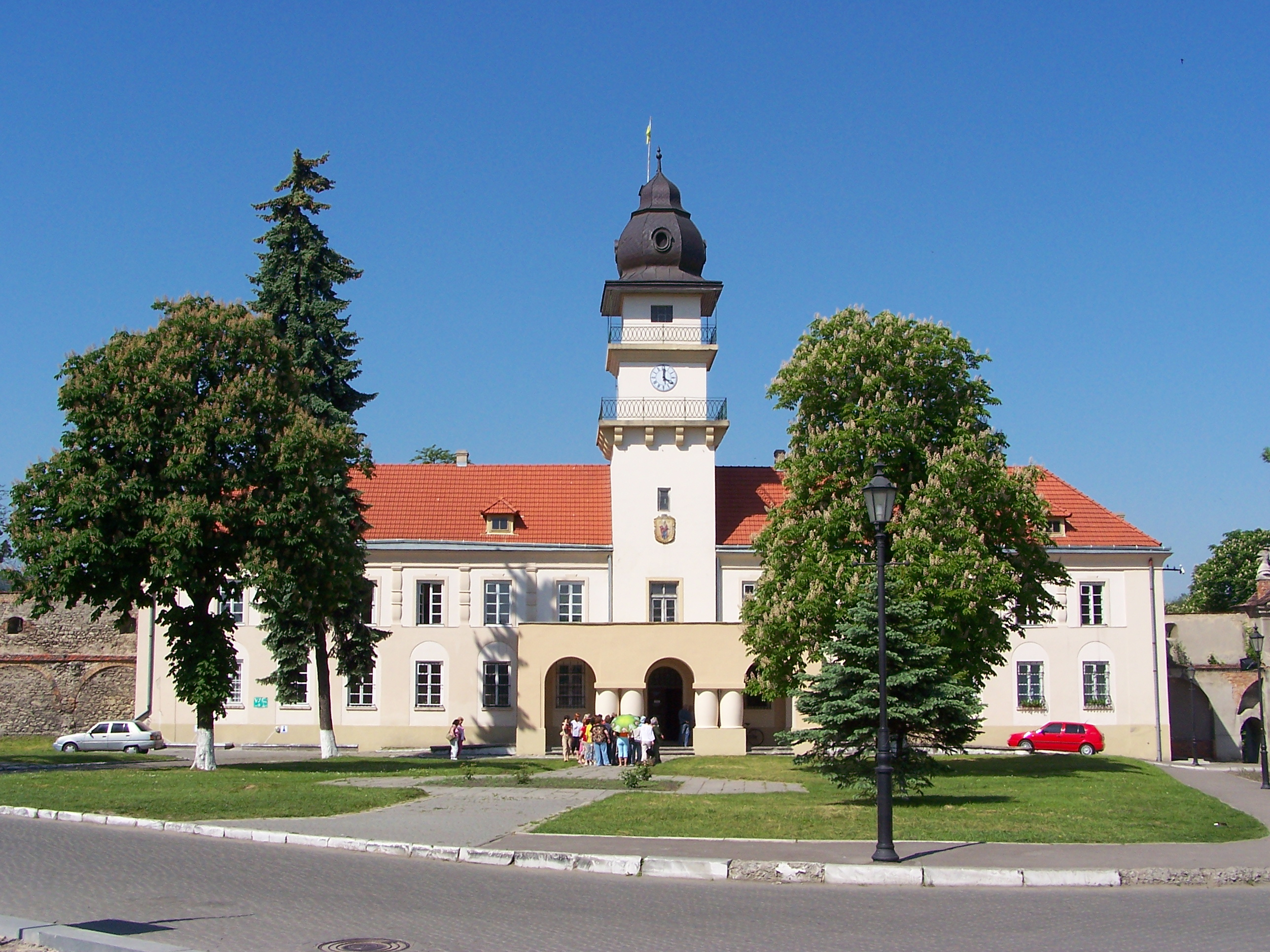
Ratusz
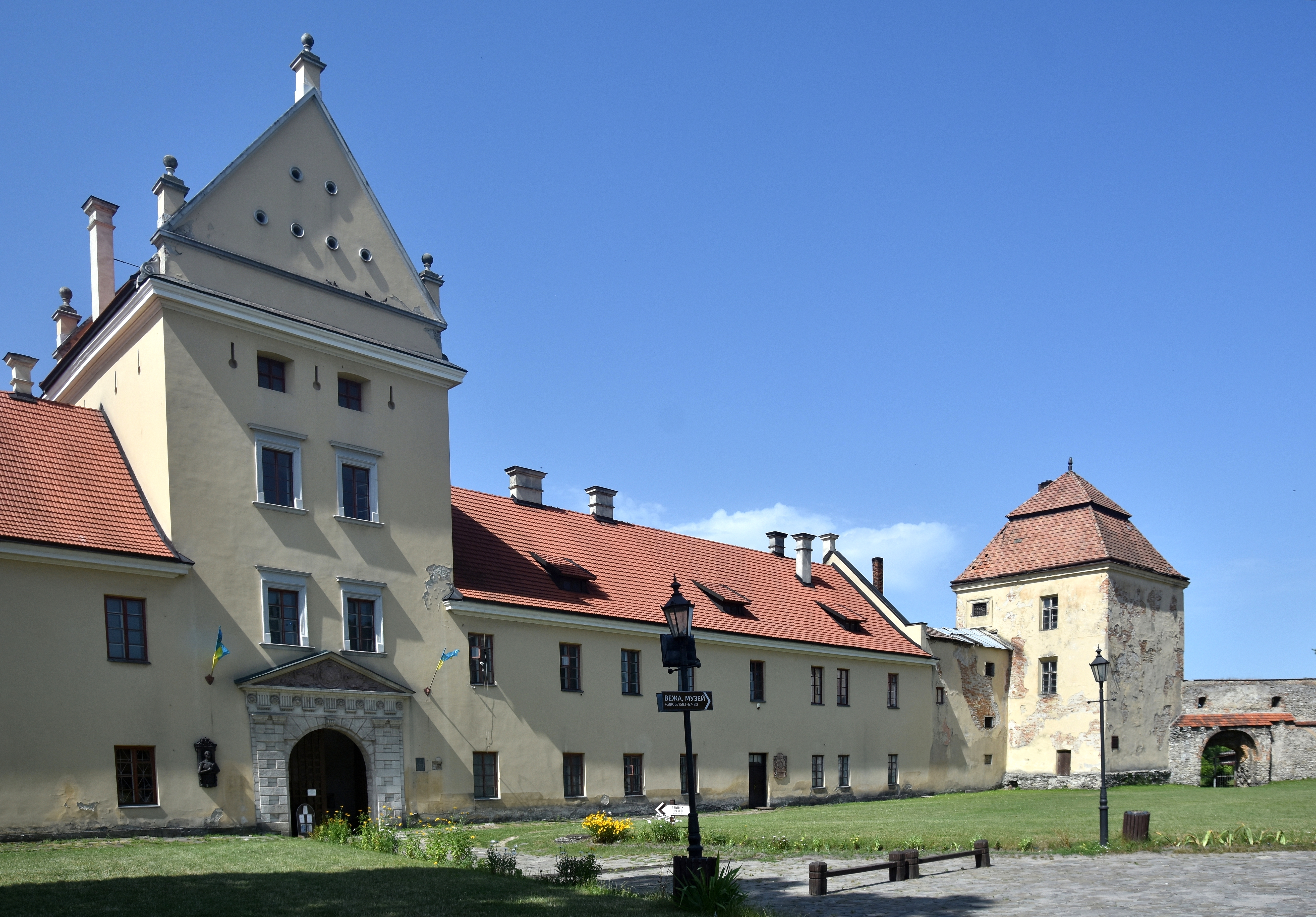
Zamek
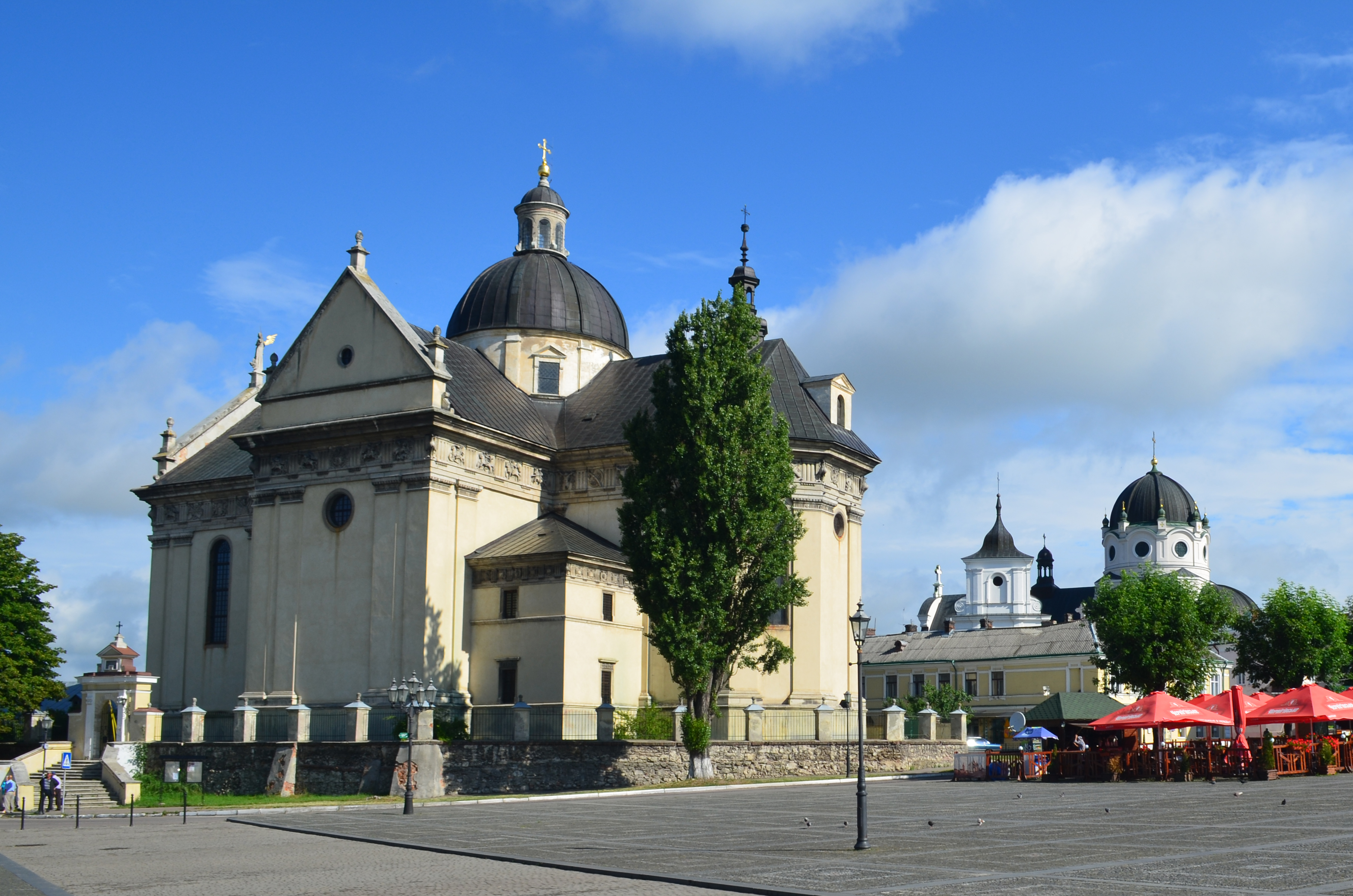
Kolegiata św. Wawrzyńca
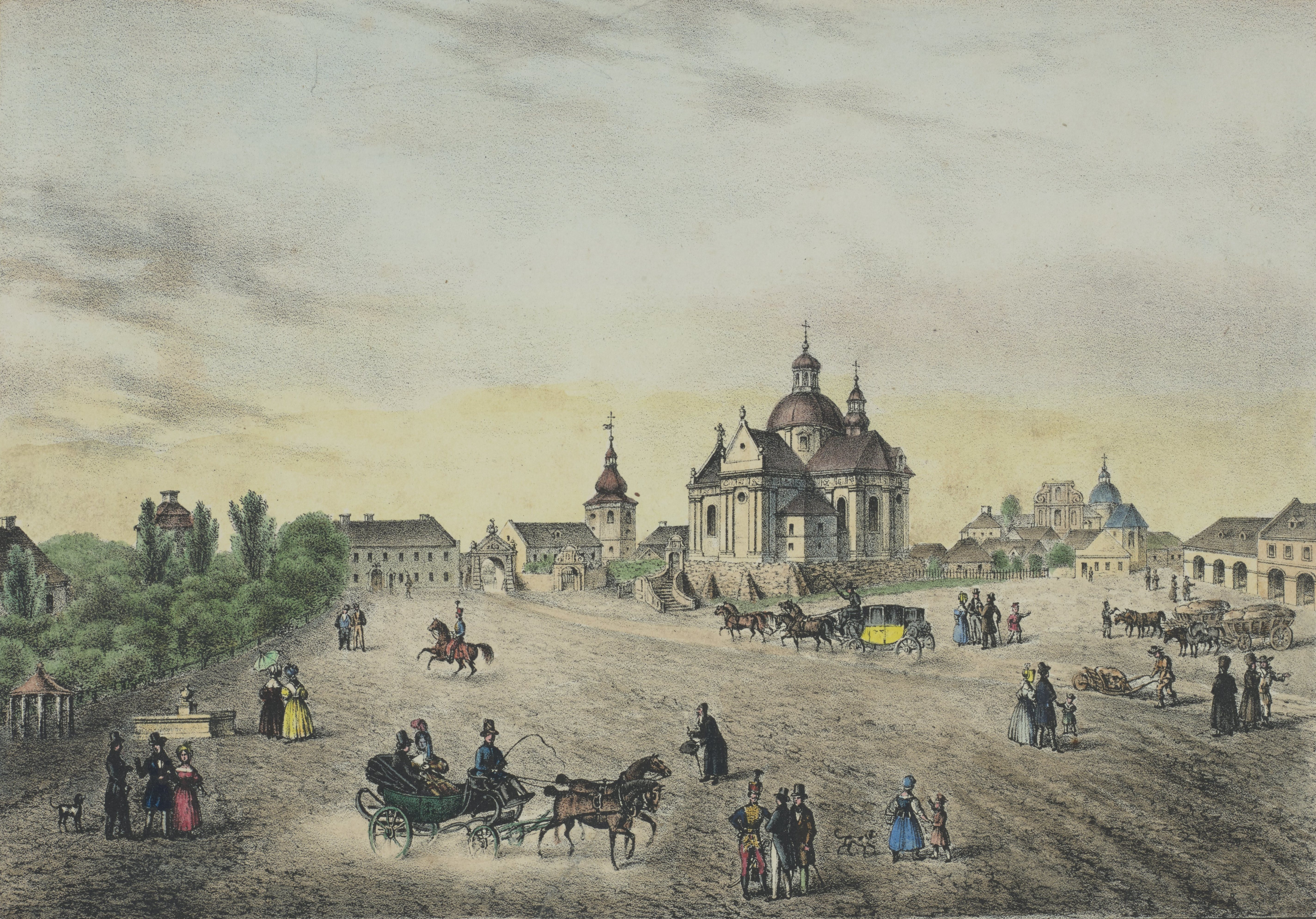
Rynek w Żółkwi na litografii Karola Auera (ok. 1838)

Żółkiew była ulubioną rezydencją króla Jana III Sobieskiego, który tu najchętniej spędzał czas. Król umocnił miasto nowoczesnymi obwarowaniami, dekorował też miasto w stylu barokowym, tu przywoził swoje liczne wojenne trofea. Wówczas powstała w mieście szkoła pisania ikon, manufaktura fajansu czy drukarnia hebrajska. Król także odnowił i wyposażył kościół dominikanów, a także współfinansował budowę klasztoru bazylianów i nowej synagogi. W Żółkwi odbyła się w 1676 r. uroczystość nadania królowi Sobieskiemu przez króla Francji Ludwika XIV Orderu Ducha Świętego. Tu miały miejsce obchody zwycięstwa odniesionego pod Wiedniem oraz wręczenie w 1684 r. papieskich wyróżnień przysłanych przez Innocentego XI – poświęconego miecza i kapelusza Janowi III, a królowej Marii Kazimierze – Złotej Róży. To właśnie królowi Sobieskiemu zawdzięcza się przebudowę żółkiewskiego zamku, który stał się iście królewską rezydencją.
Po śmierci Jakuba Ludwika Sobieskiego miasto odziedziczyła jego córka, Maria Karolina de Bouillon, która przekazała później w spadku Żółkiew swojemu kuzynowi Michałowi Kazimierzowi Radziwiłłowi „Rybeńce”, ówczesnemu wojewodzie wileńskiemu i hetmanowi wielkiemu litewskiemu. Był on ostatnim właścicielem miasta, który dbał o nie. Jego następcy nie interesowali się zbytnio Żółkwią, przez co miasto podupadło, a majątek zlicytowano i rozprzedano.

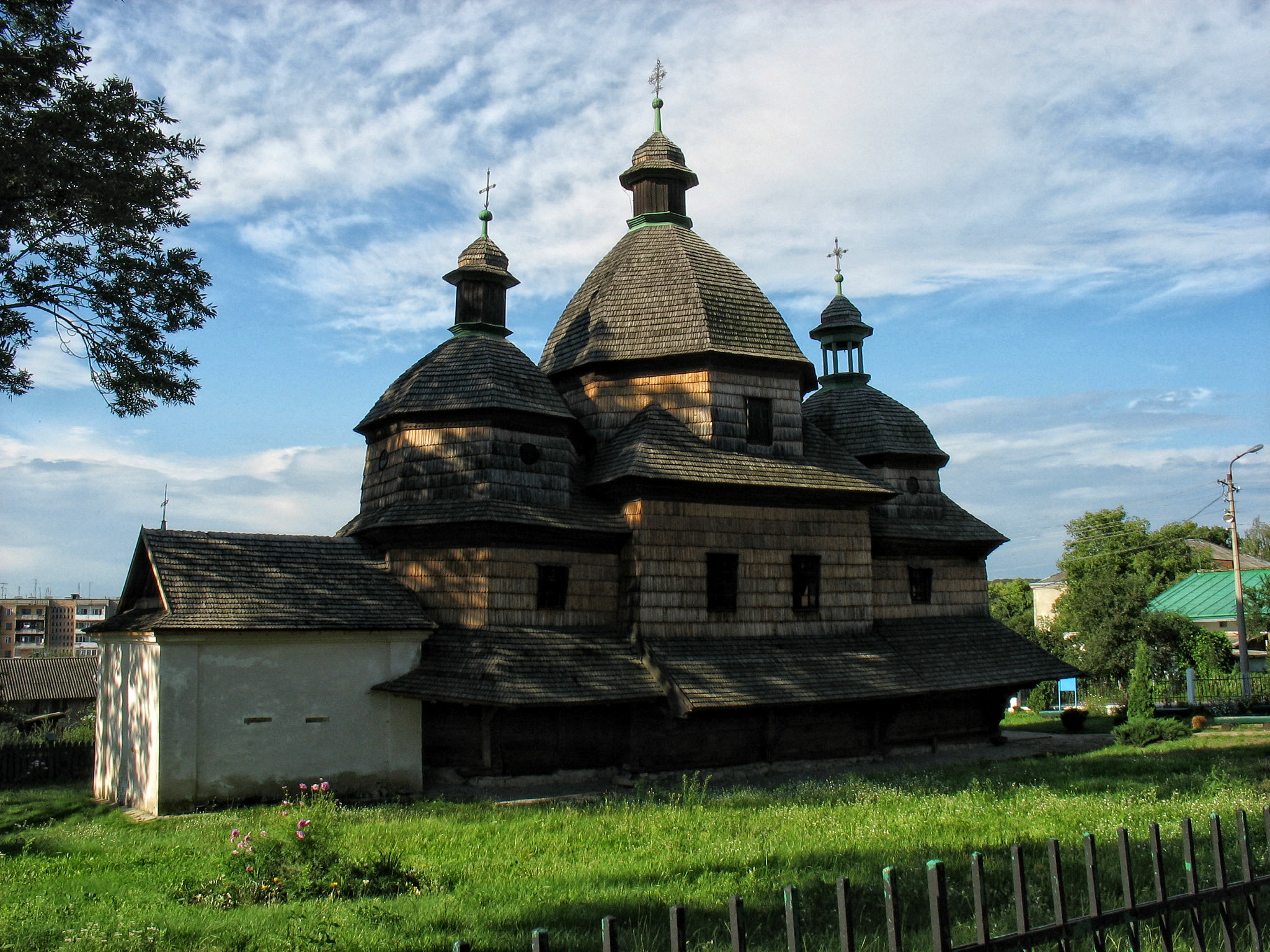
Cerkiew świętej Trójcy (UNESCO)
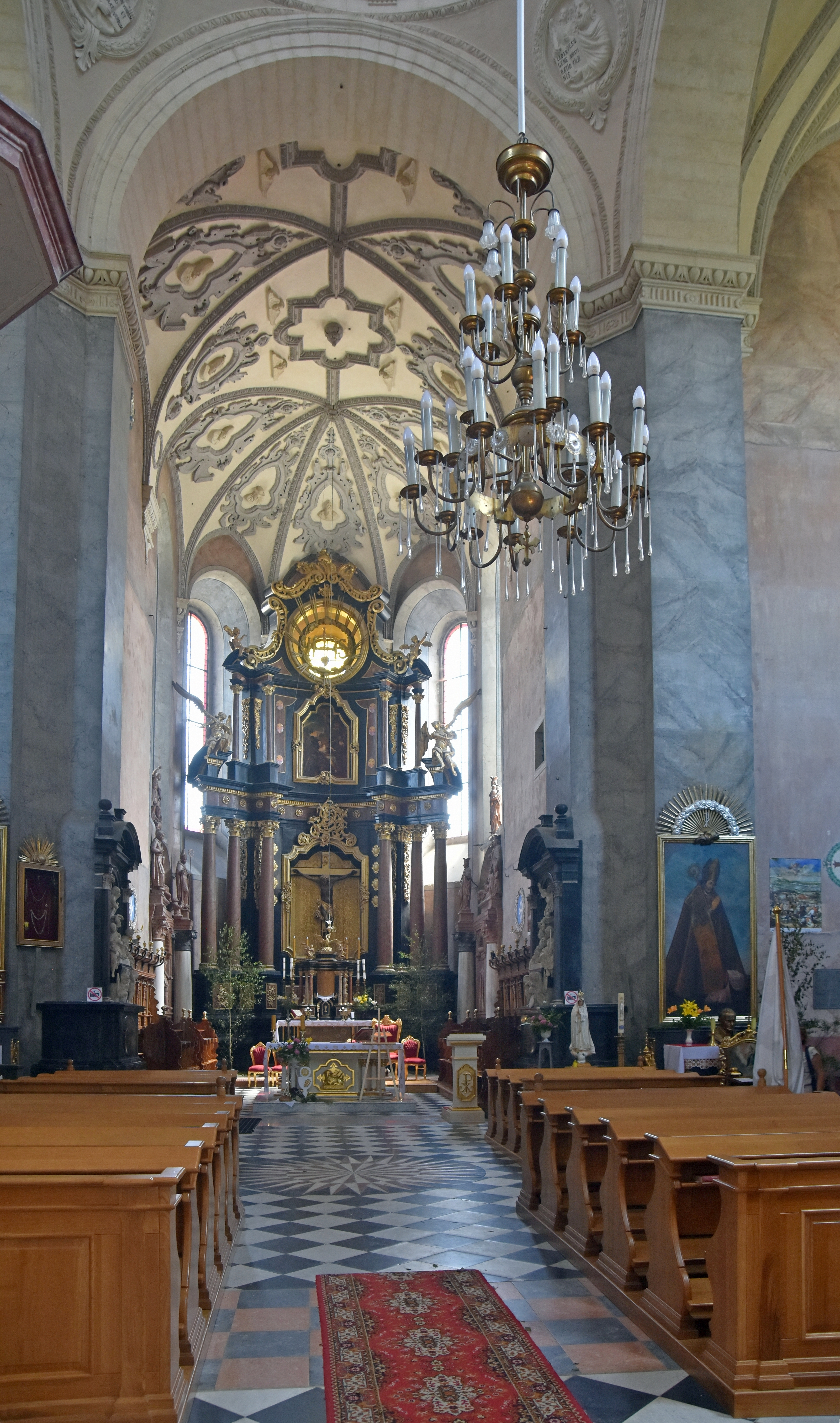
Wnętrze kolegiaty
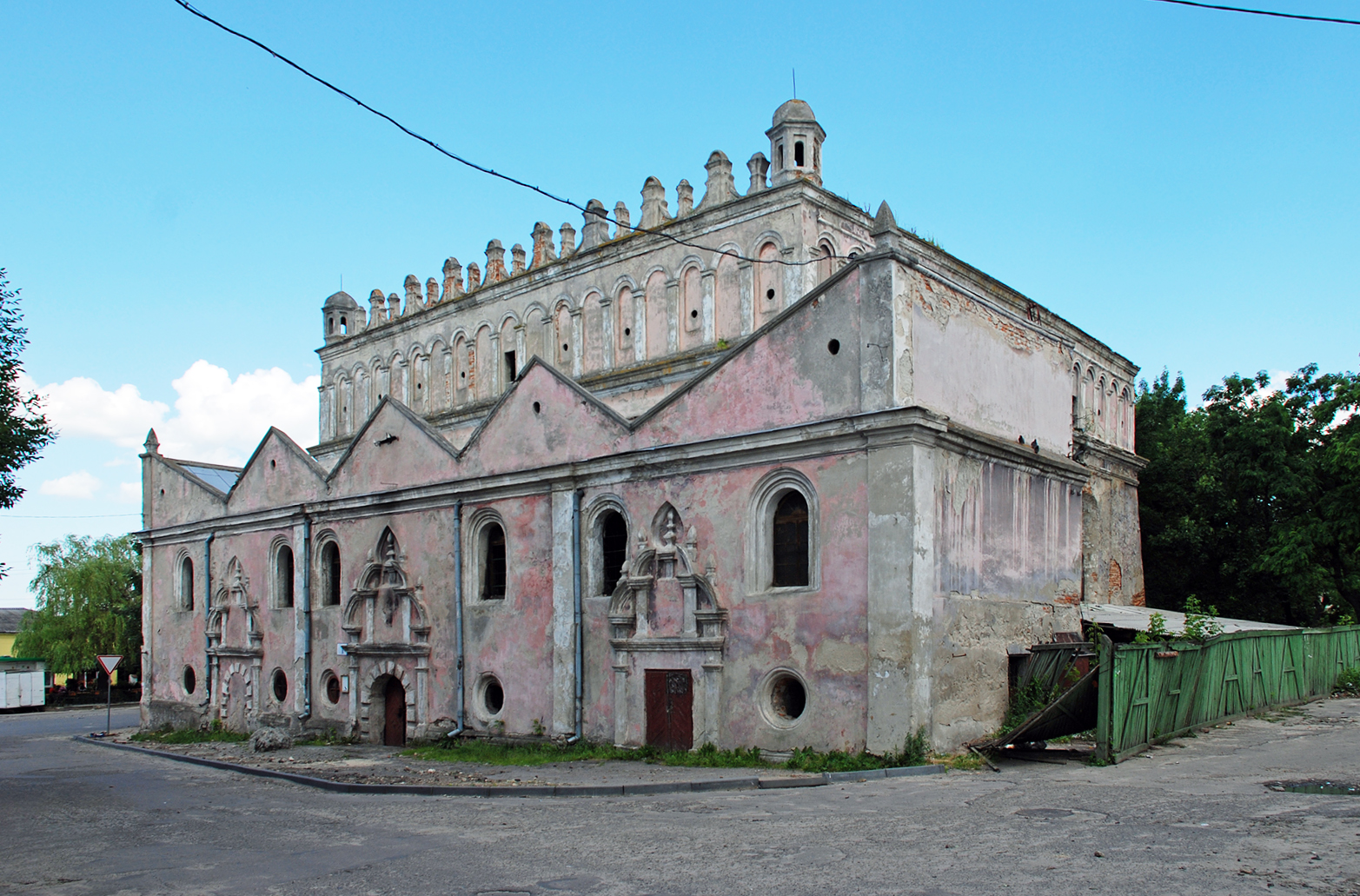
Synagoga

Po I rozbiorze Polski w latach 1772–1918 – miasto powiatowe w Królestwie Galicji i Lodomerii w składzie monarchii Habsburgów, Cesarstwa Austrii, od 1866 roku Austro-Węgier.
Podczas I wojny światowej we wrześniu 1914 roku miasto zajęła armia rosyjska. Austriacy odbili je po bitwie pod miastem w czerwcu 1915 roku.
Od 1 listopada 1918 do 16 maja 1919 pod administracją ZURL, od 16 maja 1919 do 14 marca 1923 roku pod administracją tymczasową Polski, zatwierdzoną przez paryską konferencję pokojową 25 czerwca 1919 roku. Suwerenność Polski na terytorium Galicji Wschodniej Rada Ambasadorów uznała 15 marca 1923 roku.
Od 15 marca 1923 do 16 sierpnia 1945 roku w Polsce, miasto powiatowe w województwie lwowskim. W II Rzeczypospolitej miasto było garnizonem 6 Pułku Strzelców Konnych im. Hetmana Stanisława Żółkiewskiego, który zajął dawne poaustriackie obiekty koszarowe w Żółkwi, przemianowane na Koszary Żółkiewskiego i Koszary Sobieskiego.
W 1925 w Żółkwi odsłonięto trzy pomniki, już wcześniej istniejące, lecz zniszczone w 1918 przez Ukraińców, a po nastaniu II Rzeczypospolitej odnowione: pomnik hetmana Stanisława Żółkiewskiego (w pobliżu rynku miejskiego), pomnik króla Jana III Sobieskiego (na wałach) i kolumnę naczelnika Tadeusza Kościuszki (w ogrodzie miejskim).
6 października 1929 roku na rynku hetmańskim w Żółkwi za aprobatą Stolicy Apostolskiej został koronowany obraz Matki Bożej Żółkiewskiej z kościoła dominikańskiego. Aktu tego dokonał abp Bolesław Twardowski w obecności abp. Józefa Teodorowicza, który wygłosił kazanie.
We wrześniu 1933 roku Żółkiew uroczyście świętowała 250. rocznicę odsieczy wiedeńskiej i z tej okazji 24 września odsłonięto tablicę pamiątkową ku czci króla Jana III Sobieskiego wmurowaną na frontonie zamku.
11 września 1939 r. sformowana został w mieście improwizowana Grupa „Żółkiew” pod dowództwem płk. dypl. Stefana Iwanowskiego, której zadaniem była osłona Lwowa od północnego zachodu.
Po agresji ZSRR na Polskę i zajęciu miasta przez Armię Czerwoną okupanci zniszczyli stojący przed ratuszem pomnik króla Jana III Sobieskiego i stojący w parku pomnik założyciela miasta, hetmana Stanisława Żółkiewskiego.
Wraz z II wojną światową Żółkiew straciła większość mieszkańców miasta. Po ataku Niemiec na ZSRR funkcjonariusze NKWD zamordowali od 29 do 34 więźniów przetrzymywanych w areszcie na zamku Żółkiewskich (w większości Ukraińców). Kilku więźniów uratowało nadejście wojsk niemieckich. Oddziały niemieckie wkroczyły do miasta 29 czerwca 1941 roku. Kilka dni później żołnierze niemieccy spalili synagogę i doszło do antyżydowskiego pogromu, w trakcie którego zabito kilka osób. Żydów w liczbie około 5 tys. Niemcy wymordowali w latach 1942–1943 w podmiejskim Lesie Boreckim lub w odległym o 22 km obozie śmierci w Bełżcu. W mieście istniało getto, do którego przesiedlano również Żydów z Kulikowa i Mostów Wielkich.
W latach 1943–1945 nacjonaliści ukraińscy z OUN-UPA zamordowali tutaj w różnych okolicznościach 34 Polaków.
Prawie wszyscy Polacy opuścili Żółkiew w latach 1944–1946 pod naciskiem UPA i Sowietów. 24 lipca 1944 Żółkiew została ponownie zajęta przez Armię Czerwoną. W latach powojennych miasto zasiedlono Ukraińcami z okolicznych wsi, deportowanymi z Polski oraz imigrantami z centralnej i wschodniej Ukrainy.

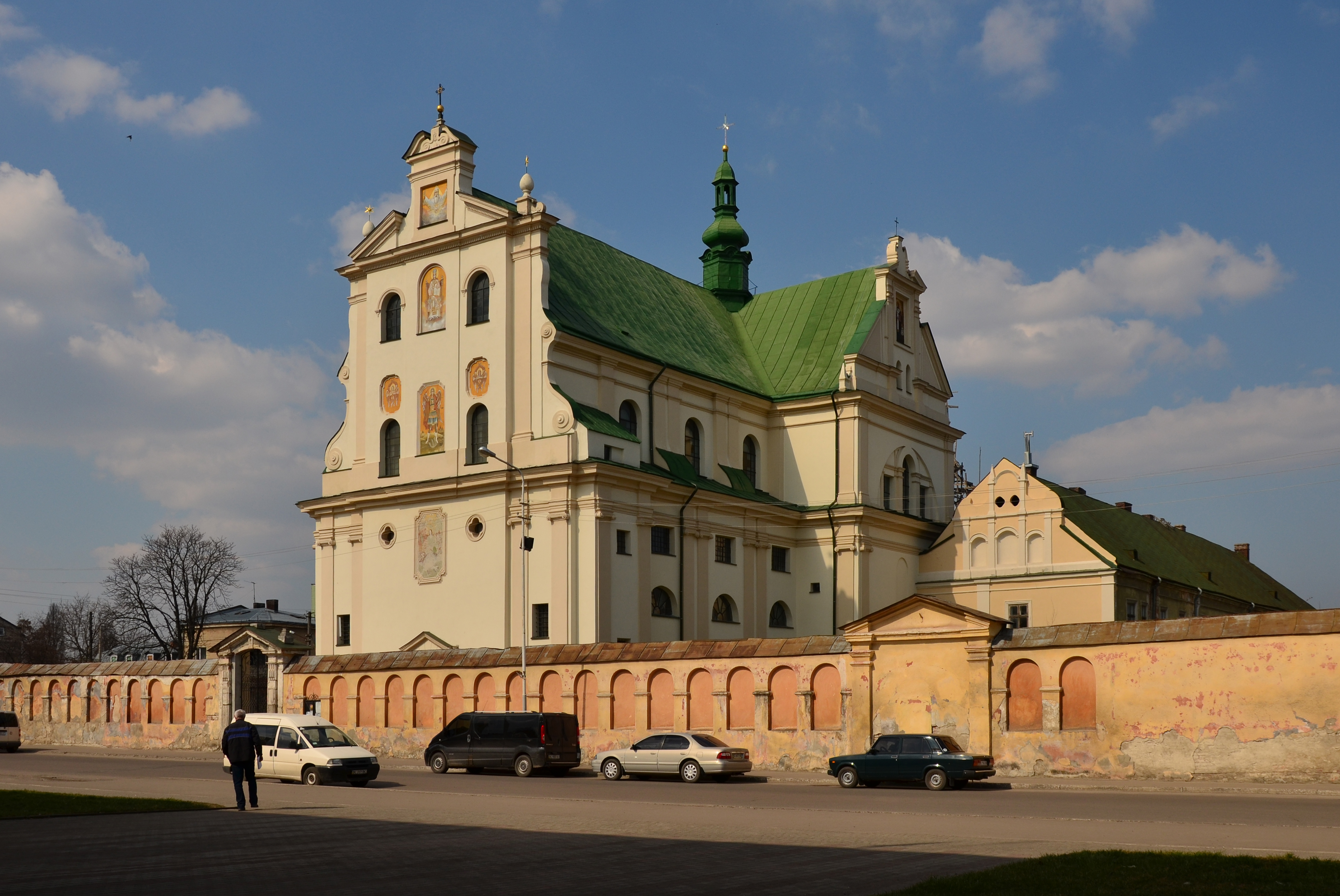
Dawny kościół dominikanów
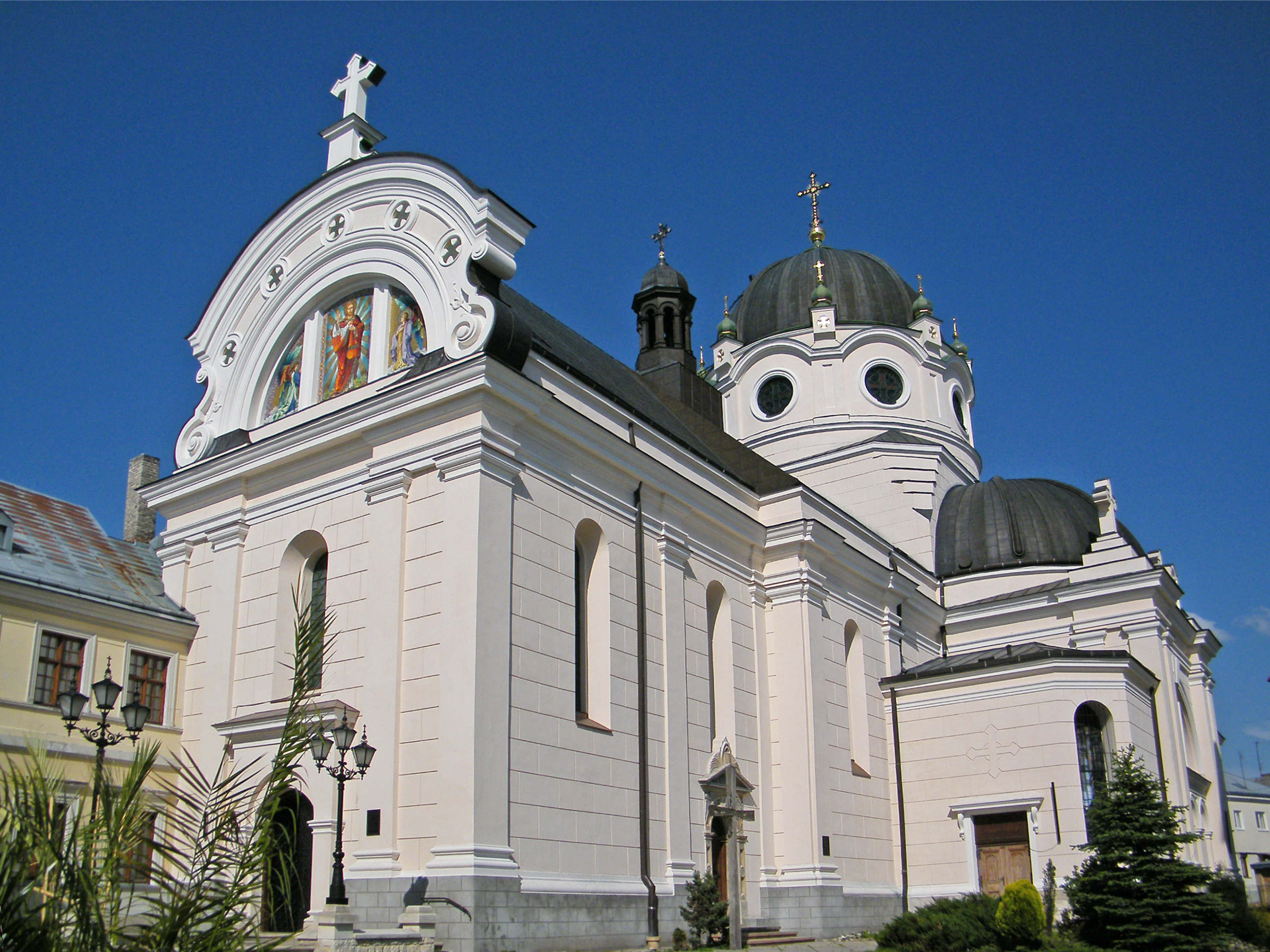
Cerkiew bazylianów
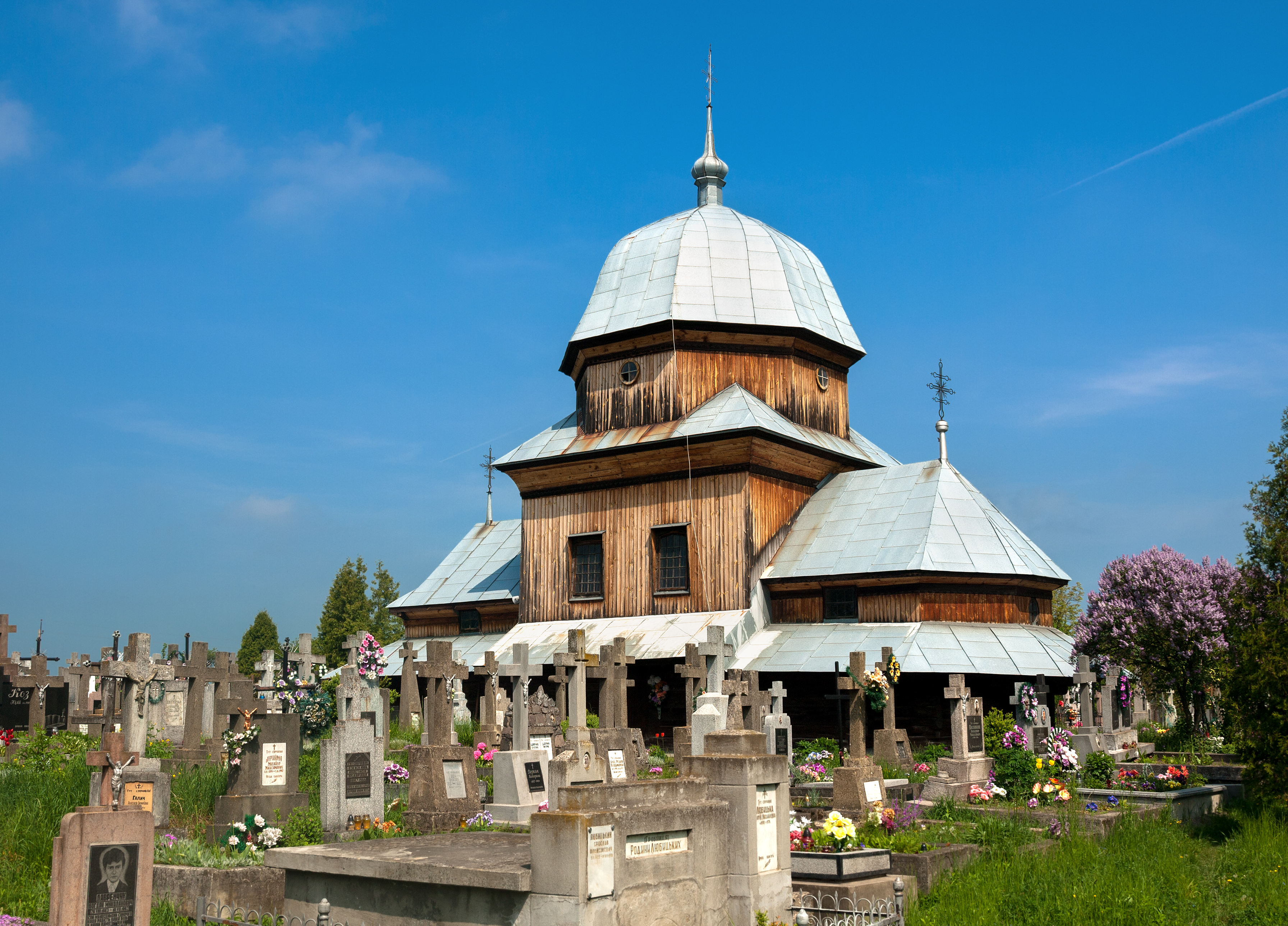
Cerkiew Narodzenia Bogurodzicy (cmentarna)

Od 16 sierpnia 1945 roku na terytorium Ukraińskiej SRR w granicach ZSRR. W latach 1951–1991 miasto nosiło nazwę Nesterow na cześć rosyjskiego pilota Piotra Niestierowa.
Od 1991 roku w granicach niepodległej Ukrainy.
24 stycznia 2011 roku Rada Miasta Żółkiew nadała honorowe obywatelstwo Miasta Żółkiew Stepanowi Banderze.
W Żółkwi działa oddział Towarzystwa Kultury Polskiej Ziemi Lwowskiej.

## Zabytki
- Kolegiata św. Wawrzyńca w Żółkwi – wśród zabytków wyróżnia się kościół farny wzniesiony w latach 1606–1618 z fundacji hetmana Stanisława Żółkiewskiego, pod wezwaniem św. Wawrzyńca z grobowcami Jakuba i Konstantego Sobieskich. Zamknięty w czasach ZSRR, zwrócony katolikom w 1989 r., konsekrowany w 1997 r. Posługę duszpasterską sprawują księża z parafii św. Wawrzyńca, wspomagani przez siostry dominikanki (czynne)[26].
- zamek w Żółkwi z początku XVII wieku
- ratusz neobarokowy z 1932, proj. Bronisław Wiktor
- synagoga
- zespół oo. dominikanów:
  - klasztor – zwany z racji opiekunów klasztorem królewskim (Conventus Regalis), barokowy
  - kościół pw. Wniebowzięcia Najświętszej Maryi Panny z 1655 roku, obecnie cerkiew greckokatolicka. We wnętrzu świątyni zachowały się późnobarokowe nagrobki (bardzo uszkodzone po wojnie) fundatorki Teofili Sobieskiej oraz jej syna Marka, brata króla Jana III, ściętego przez Kozaków po bitwie pod Batohem. Pochodzący stąd obraz Matki Boskiej Żółkiewskiej znalazł się po 1945 roku w kościele dominikańskim na Służewie w Warszawie[27].

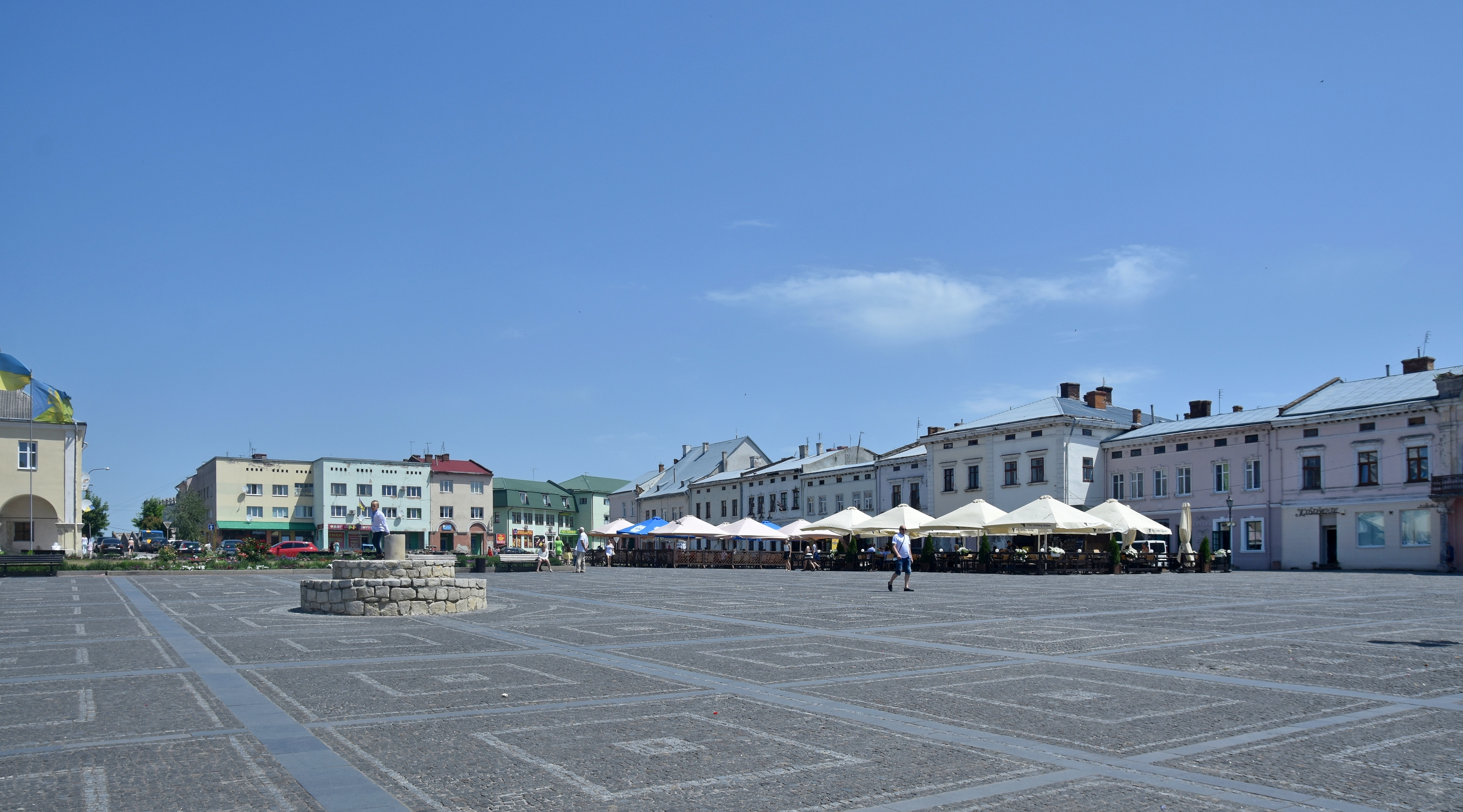
Rynek
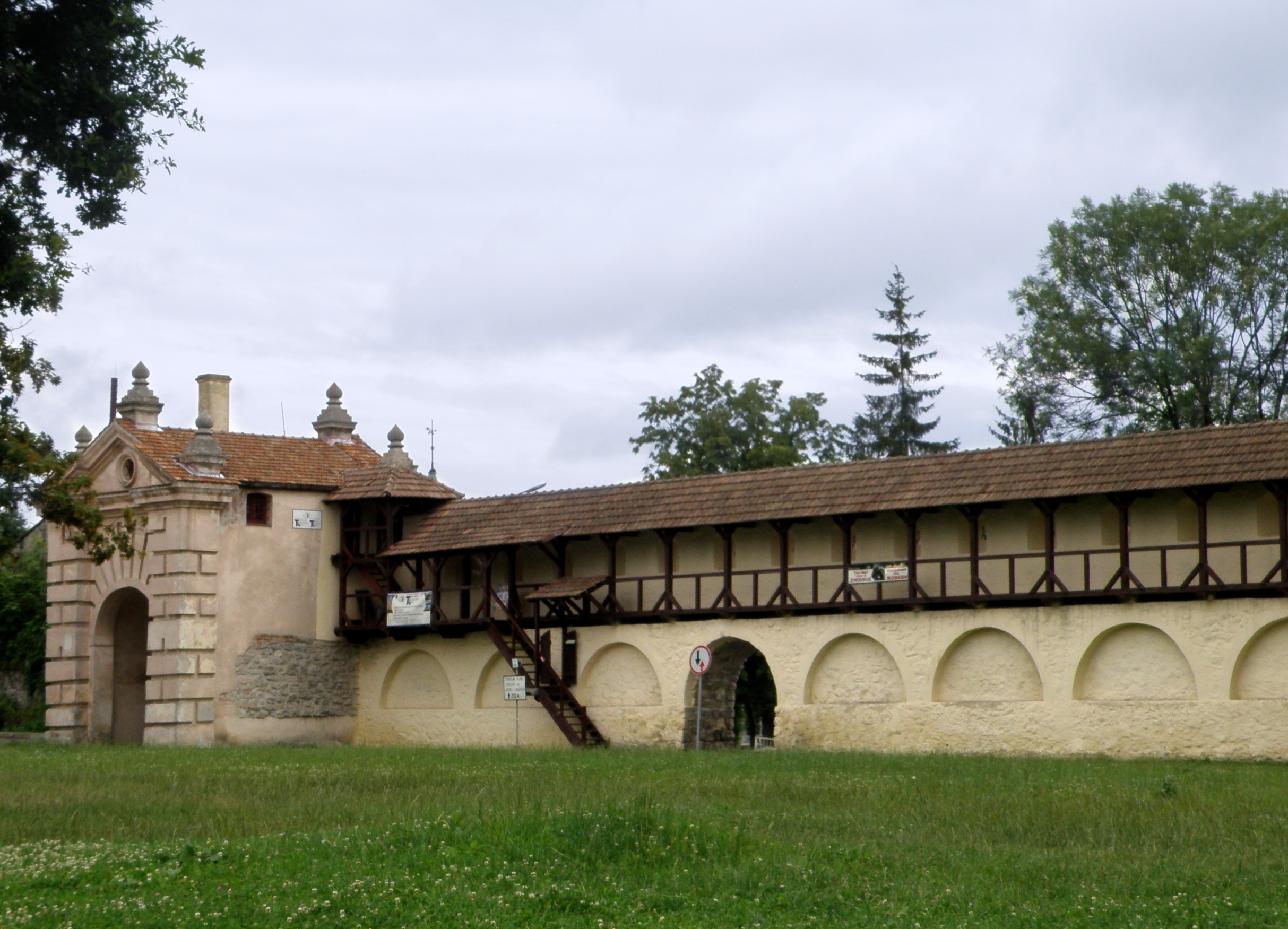
Brama Zwierzyniecka z fragmentem murów miejskich
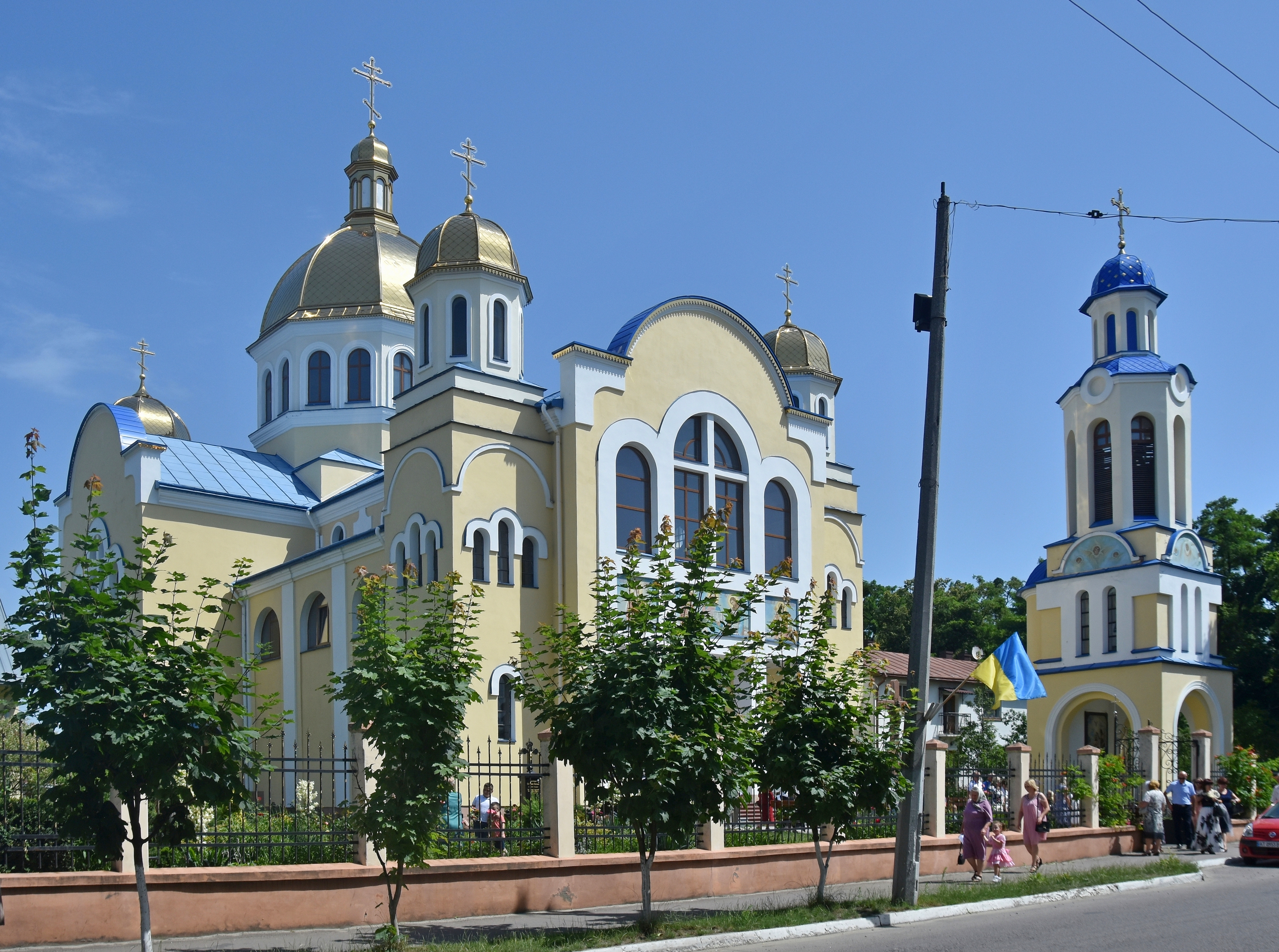
Cerkiew Świętych Apostołów Piotra i Pawła

- kościół pw. św. Łazarza z 1627 roku i klasztor felicjanek, fundacja Zofii Daniłowiczowej, obecnie cerkiew prawosławna
- kościół pw. św. Andrzeja oraz klasztor dominikanek klauzurowych, ufundowany przez króla Jana III dla zakonnic uciekających przed Turkami z Kamieńca Podolskiego, skasowany przez zaborców w 1782 r., przebudowany na szpital i koszary, do I wojny światowej stacjonował tu austriacki 15 pułk dragonów, a w okresie międzywojennym polski pułk strzelców konnych[28].
- cerkiew Świętej Trójcy z 1610 roku, w 2013 roku wpisana na Listę Światowego Dziedzictwa UNESCO wraz z innymi drewnianymi cerkwiami w Polsce i na Ukrainie
- cerkiew pw. Narodzenia NMP (Bogurodzicy), drewniana z 1705 roku
- cerkiew i monaster oo. bazylianów pw. św. Trójcy, dawniej pw. Serca Jezusowego, barokowa, fundowana w 1612 roku przez Stanisława Żółkiewskiego. Przebudowana w stylu bizantyńsko-rosyjskim w 1906 roku
- kamienice z podcieniami z XVII w. przy rynku od strony kolegiaty
- bramy:
  - Zwierzyniecka (rekonstrukcja)
  - Krakowska (Glińska) z XVII wieku, zrekonstruowany w latach 90. XX wieku, oryginał rozebrano 30 lat wcześniej
- bramy niezachowane:
  - Żydowska
  - Lwowska.

## Ludzie związani z Żółkwią
Burmistrzowie
- Juliusz Nahlik (ok. 1817–1881), młodszy brat ks. Augusta Nahlika[29]
- Eugeniusz Rozwadowski[30]

Honorowi obywatele
- Kazimierz Badeni[31]
- Juliusz Nahlik[29]
- Jan Stella-Sawicki[32]
- Stanisław Starzyński

### Sprawiedliwi wśród Narodów Świata(ratujący Żydów w Żółkwi)
Osoby na polskiej liście Sprawiedliwych
- Walenty i Julia Beckowie oraz ich córka Aleksandra Zalewska z d. Beck – ukrywali w kryjówce pod podłogą 18 Żydów[33]
- Emil i Maria Łozińscy – ukrywali w swoim domu troje Żydów z rodziny Rosenbergów[34]
- Jan i Magdalena Łukawscy – nieśli pomoc czteroosobowej rodzinie Wittlinów[35]
- Dionizy Mutka[36]

- Kazimiera Romanek – ukrywała w swoim domu siostry Marię i Krystynę Janower[37]

Osoby na ukraińskiej liście Sprawiedliwych
- Kateryna Seneha[38] – uratowała Dinę Mandel[39].

## Miasta partnerskie
- Zamość
- Węgrów
- Tomaszów Lubelski
- Cieszanów